# Anette Westerberg
Anette Westerberg, född 28 mars 1960, är en svensk före detta friidrottare (medeldistanslöpare) som tävlade för klubben Stockholms Spårvägars GIF. Hon utsågs år 1989 till Stor Grabb/tjej nummer 385.

## Personliga rekord
- 800 meter - 2.05,41 (Tammerfors 23 augusti 1988)
- 1 000 meter - 2.52,5 (Stockholm 2 augusti 1989)
- 1 500 meter - 4.12,88 (Eskilstuna 14 augusti 1988)
- 1 engelsk mil - 4.38,59 (Malmö 18 augusti 1988)
- 2 000 meter - 6.05,3 (Stockholm 19 augusti 1989)
- 3 000 meter - 9.12,94 (Stockholm 4 augusti 1988)